# 181丁目駅 (IND8番街線)
181丁目駅（181ちょうめえき、英語: 181st Street）はニューヨーク市地下鉄IND8番街線の駅である。フォート・ワシントン・アベニューと181丁目の交差点にあるが、ここはワシントンハイツのハドソンハイツ地区の主要な商業地区の1つである。A系統が終日停車する。

## 駅構造
| G          | 地上階                       | 出入口 (ベネット・パーク側の出口にエレベーターが接続、改札-ホーム間にエレベーターはなし)       |
| M          | 改札階                       | 改札口、駅員室、メトロカード/OMNY自動販売機、オーバールック・テラスへのトンネル（北端）        |
| P ホーム階 | 相対式ホーム、右側ドアが開く | 相対式ホーム、右側ドアが開く                                                                   |
| P ホーム階 | 北行線                       | ← インウッド-207丁目駅方面（190丁目駅）                                                        |
| P ホーム階 | 南行線                       | → レファーツ・ブールバード駅、ファー・ロッカウェイ駅、ロッカウェイ・パーク駅方面（175丁目駅）→ |
| P ホーム階 | 相対式ホーム、右側ドアが開く |                                                                                                |

1932年9月10日に開業した当駅は相対式ホーム2面2線を有する。この地区は丘となっており、当駅は地表から比較的深い位置にある。マンハッタンの標高最高点（人工物を除く）は西183丁目と185丁目の間にあるフォート・ワシントン・アベニュー側の駅出口に隣接するベネット・パークの中に存在する（なおここに「西184丁目」は無い）。
前述のとおりこの駅は深い位置にあるため、181丁目へ続くエスカレーターが駅南端に、ベネット・パーク側の出口へのエレベーターが駅北端にある。オーバールック・テラスとフォート・ワシントン・アベニューの間を移動する歩行者は無料でエレベーターを利用できる。同様な状況の出口は、北隣の190丁目駅やIRTブロードウェイ-7番街線の191丁目駅にも存在する。
2020年-2024年MTA投資計画で改札内へのエレベーター設置計画が盛り込まれ、新設されたエレベーターは2023年12月7日に使用開始した。

### 出入口
- オーバールック・テラスと西184丁目が交わる場所
- ベネット・パークの向い側のフォート・ワシントン・アベニュー沿い、西183丁目と西185丁目の間
- フォート・ワシントン・アベニューと181丁目の交差点

## 大衆文化の中で
- この駅はブロードウェイ・ミュージカル「イン・ザ・ハイツ」のタイトルソングで言及されている。曲中でウスナビが、take the A train "even farther than Harlem to Northern Manhattan and maintain, get off at 181st and take the escalator. I hope you're writing this down I'm gonna test ya later" と言っている。
- 1980年9月13日、大望を持ったピアニストのエリック・カミンスキーがこの駅で強盗にあい刺殺された。この事件は彼の母が著した本「The Victim's Song」のもとになった[6]。

## ギャラリー

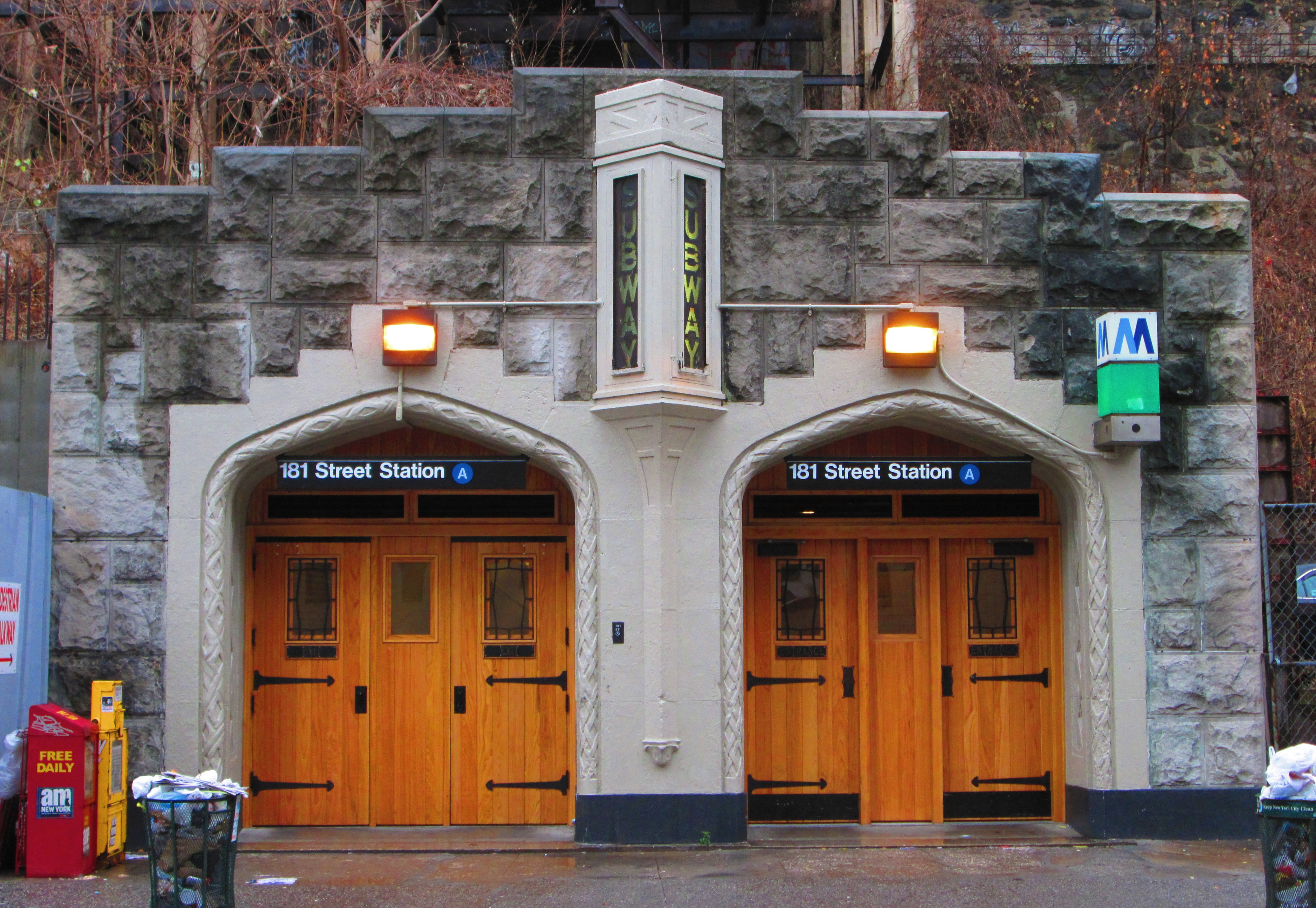
西184丁目にあるオーバールック・テラス側の入口
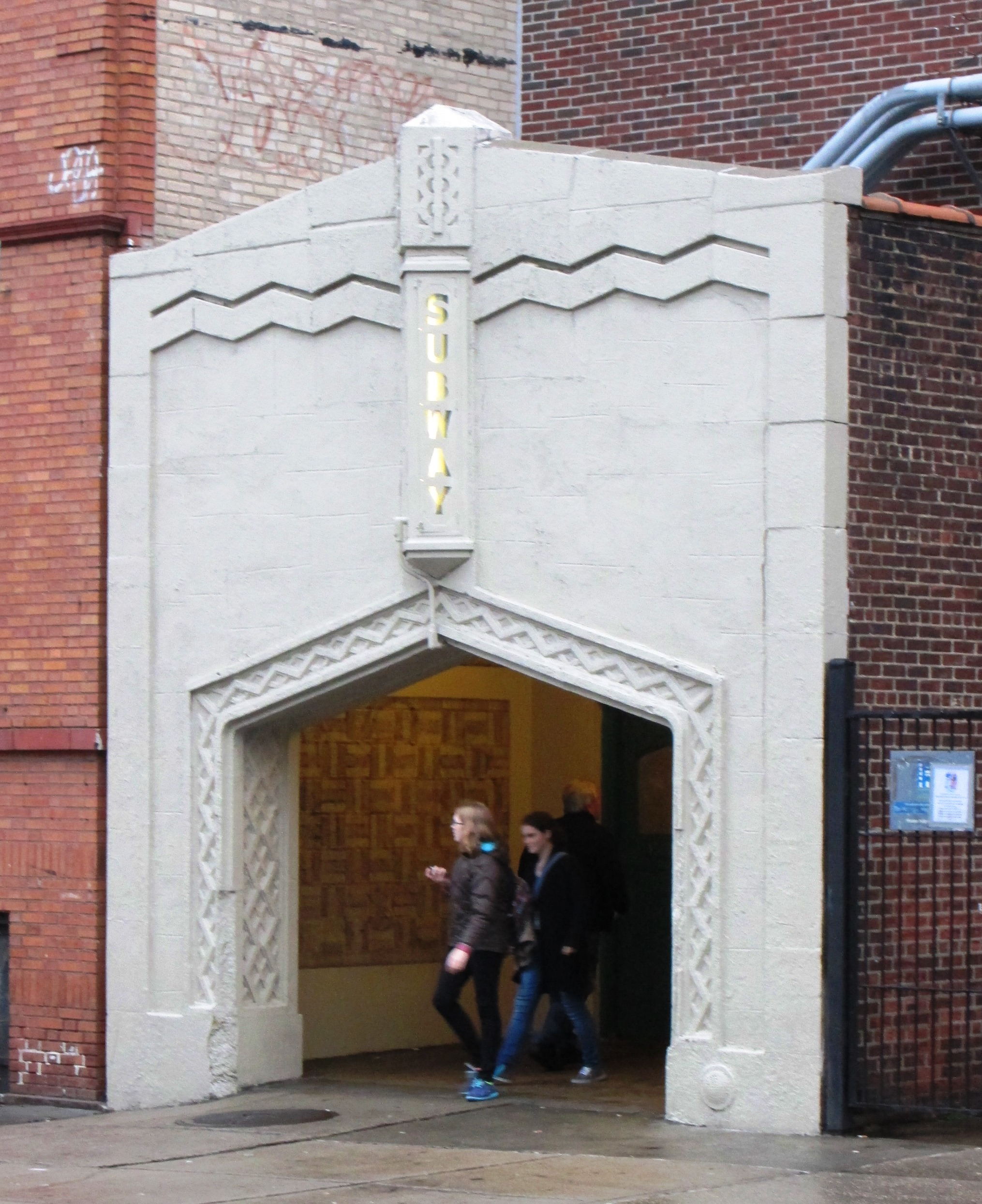
183丁目と185丁目の間にあるフォート・ワシントン・アベニュー側の入口